# Cosmopterix plumbigutella
Cosmopterix plumbigutella là một loài bướm đêm thuộc họ Cosmopterigidae. Loài này có ở Thái Lan.